# عنبسة بن سحیم الکلبی
عنبسه بن سحیم الکلبی (انگلیسی: Anbasa ibn Suhaym al-Kalbi) هفتمین والی اموی اندلس (۷۲۱–۷۲۶) بوده است.
وی پس از رسیده به قدرت مالیات مسیحیان سرزمین تحت حکومت خود را دو برابر کرد. که موجب نارضایتی مردم شد.
از مهم‌ترین جنگ‌های دوران وی نبرد کوادونگا بوده که مابین مسلمانان اندلس و پادشاهی آستوریاس در سال ۷۲۲ میلادی رخ داده که با شکست مسلمانان همراه بود، وی پس از آن هم به گسترش قلمرو حکومت خود ادامه داد و توانست شهرهایی کارکاسون و نیم به تصرف خود درآورد، وی در حالی که تدارک حمله به شهر اوتن را مهیا می‌کرد به علت مرگ طبیعی درگذشت.